# Campeonato Europeo de Patinaje de Velocidad sobre Hielo en Distancia Individual de 2026
El V Campeonato Europeo de Patinaje de Velocidad sobre Hielo en Distancia Individual se celebrará en Zakopane (Polonia) del 9 al 11 de enero de 2026 bajo la organización de la Unión Internacional de Patinaje sobre Hielo (ISU) y la Federación Polaca de Patinaje sobre Hielo.